# Massimiliano Irrati
Massimiliano Irrati (Florencia, Italia, 27 de junio de 1979) es un árbitro de fútbol italiano.

## Trayectoria
Irrati debutó en la Serie B el 27 de agosto de 2011, en un partido entre Cittadella y AlbinoLeffe. El 18 de marzo de 2012,  hizo su debut en la Serie A, en un partido entre Bologna y ChievoVerona.
En 2017, Irrati fue nombrado árbitro FIFA, dirigiendo su primer partido internacional sénior el 22 de febrero de 2017, un amistoso entre San Marino y Andorra. Irrati hizo su debut internacional en partido de clubes el 13 de julio de 2017, en un partido entre Luxembourgish club Progrès Niederkorn y club griego AEL Limassol en la segunda ronda de clasificación de la Liga Europa de la UEFA 2017-18.
El 30 de abril de 2018, Irrati fue seleccionado por la FIFA para ser uno de los árbitros asistentes de vídeo para la Copa Mundial de Fútbol de 2018 en Rusia, la primera vez que se usaría la tecnología en un Mundial. Irrati fue designado como VAR en su primer partido entre Rusia y Arabia Saudí el 14 de junio de 2018 del grupo A, el partido de apertura del torneo. 

## Temporadas
| Categoría | País   | Año       |
| --------- | ------ | --------- |
| Serie D   | Italia | 2004-2017 |
| Serie C   | Italia | 2007-2011 |
| Serie B   | Italia | 2011-2013 |
| Serie A   | Italia | 2012-     |
| FIFA      |        | 2017-     |